# دايكي ناكاشي
دايكي ناكاشي (باليابانية: 中塩 大貴) (مواليد 8 يونيو 1997) هو لاعب كرة قدم ياباني.

## وصلات خارجية
- دايكي ناكاشي على موقع رابطة كرة القدم اليابانية للمحترفين (اليابانية)
- دايكي ناكاشي على موقع قاعدة بيانات كرة القدم.إي يو (الإنجليزية)
- دايكي ناكاشي على موقع Soccerway.com (الإنجليزية)
- دايكي ناكاشي على موقع عالم كرة القدم.نت (الإنجليزية)